# Gustav Melczer
Gustav Melczer (* 31. August 1869 in Dobschau, Komitat Gemer und Kleinhont; † 3. Oktober 1907 in Budapest) war ein ungarischer Mineraloge und Kristallograph.
Melczer studierte an der Universität Budapest Mineralogie bis 1893. Im Jahr 1897 wurde er Assistent an der Technischen Hochschule Budapest. Im Jahr 1902 wurde er Privatdozent an der Universität Budapest. In den Jahren 1897 bis 1899 war er auch zweiter Sekretär der ungarischen Naturwissenschaftlichen Gesellschaft.

## Publikationen
Seine Arbeiten veröffentlichte er in Fachzeitschriften.
- Der Pyrit vom Monsoner Berg in Földtani Közlemények, 1902
- Über den Ursprung und den gegenseitigen Beziehungen der Kristallformen, in Természettudomanyi Közlöny, 1903